# Hailey
Pour les articles homonymes, voir Hailey (homonymie).
Hailey est une ville américaine, siège du comté de Blaine, situé dans l'Idaho, aux États-Unis.

## Démographie
| 1910  | 1920  | 1930 | 1940  | 1950  | 1960  |
| ----- | ----- | ---- | ----- | ----- | ----- |
| 1 231 | 1 201 | 973  | 1 443 | 1 464 | 1 185 |

| 1970  | 1980  | 1990  | 2000  | 2010  | - |
| ----- | ----- | ----- | ----- | ----- | - |
| 1 425 | 2 109 | 3 687 | 6 200 | 7 960 | - |

## Personnalités liées à la ville
- Ezra Pound, poète, musicien et critique, est né à Hailey en 1885.
- Kaitlyn Farrington, championne olympique de snowboard, est née à Hailey en 1989.
- Janine Montupet, romancière, a vécu à Hailey jusqu’à sa mort en 2012.
- Ernest Hemingway, s'y entretint avec des écoliers en 1958 lors de son séjour à Ketchum.

## Source
- (en) Cet article est partiellement ou en totalité issu de l’article de Wikipédia en anglais intitulé « Hailey, Idaho » (voir la liste des auteurs).